# Gentianopsis victorinii
Gentianopsis victorinii là một loài thực vật có hoa trong họ Long đởm. Loài này được (Fernald) H.H.Iltis mô tả khoa học đầu tiên năm 1965.